# Scacchi (videogioco 2000)
Scacchi (noto anche come GNOME Chess o glChess) è un videogioco libero di scacchi originariamente creato agli inizi nel 2000. Consiste in un'interfaccia per diversi motori scacchistici, quali ad esempio GNU Chess. Sono supportati almeno 15 motori scacchistici basati sul Chess Engine Communication Protocol.

## Storia
Lo sviluppo del videogioco iniziò nel 2000 da parte del programmatore Robert Ancell. Fin dalle prime uscite, Ancell dichiarò di non essere uno spiccato scacchista e di avere iniziato lo sviluppo con l'unico scopo di imparare a utilizzare OpenGL e l'OpenGL Utility Toolkit mediante l'utilizzo del linguaggio C.
Nel 2003, con Mac OS X Panther, Apple distribuì un suo videogioco chiamato Scacchi, basandosi su glchess.
Dal 2006 questo videogioco fa ufficialmente parte del progetto GNOME e dal 2013 è preinstallato in alcune distribuzioni, quali ad esempio Debian GNOME e Ubuntu GNOME.